# Pol-Miedź Trans
Pol-Miedź Trans sp. z o.o. – polskie przedsiębiorstwo zajmujące się transportem kolejowym, obsługą bocznic kolejowych oraz naprawą taboru, powstałe w 1996 roku. Siedziba znajduje się w Lubinie. Należy do Grupy Kapitałowej KGHM Polska Miedź S.A.

## Tabor

### Lokomotywy
- E483  liniowe lokomotywy elektryczne o mocy 5600 kW, do prowadzenia pociągów towarowych.
- M62BF  liniowe lokomotywy spalinowe o mocy 2240 kW
- M62KO  liniowe lokomotywy spalinowe o mocy 1470 kW
- 6Dg  liniowo-manewrowe lokomotywy spalinowe o mocy 708 kW
- TEM2  liniowo-manewrowe lokomotywy spalinowe o mocy 882 kW.

### Wagony
- Seria Ea (409W, 437W, 408W, 412Wb, 444W) — wagony węglarki budowy normalnej do przewozu materiałów sypkich.
- Seria Fal (samowyładowcze) — wagony węglarki budowy specjalnej do przewozu materiałów sypkich.
- Seria Fa (418V Dumpcar) — wagony węglarki budowy specjalnej do przewozu materiałów sypkich.
- Seria Fa (409Va) — wagony węglarki budowy specjalnej do przewozu materiałów sypkich.
- Seria Simms (425 Sa) — platformy budowy specjalnej do przewozu np. palet.